# Actihema
Actihema es un género de polillas tortrícidas categorizado en la tribu Cochylini, de la subfamilia Tortricinae. Fue descrito por Józef Razowski en 1993.

## Especies
- Actihema fibigeri Aarvik, 2010
- Actihema hemiacta (Meyrick, 1920)
- Actihema jirani Aarvik, 2010
- Actihema msituni Aarvik, 2010
- Actihema simpsonae Aarvik, 2010